# Jurij Aleksejevič Gagarin
Jurij Aleksejevič Gagarin (rusko Ю́рий Алексе́евич Гага́рин), ruski častnik, vojaški pilot, kozmonavt, novinar in heroj Sovjetske zveze, * 9. marec 1934, vas Klušino, Gžatski rajon, Zahodna oblast, Sovjetska zveza (danes Smolenska oblast, Rusija), † 27. marec 1968, pri vasi Novosjolovo blizu Kiržača, Vladimirska oblast, Sovjetska zveza (danes Rusija).
Znan je predvsem kot kozmonavt, ki je na krovu prvega uspešnega poleta s posadko postal prvi človek, ki je poletel v vesolje. Na krovu plovila Vostok 1 je 12. aprila 1961 enkrat obkrožil Zemljo, polet je trajal 108 minut. S tem zgodovinskim dosežkom za Sovjetsko zvezo v času vesoljske tekme je postal mednarodni zvezdnik in prejel številna odlikovanja in nazive, vključno z najvišjim državnim priznanjem, heroj Sovjetske zveze.
Izhajal je iz vasi Klušino v Ruski SFSR. V mladosti je delal kot livar v jeklarni v Ljubercih. Pozneje se je pridružil Sovjetskemu vojnemu letalstvu kot pilot in bil nameščen v letalski bazi Luostari blizu rusko-norveške meje, ko je bil izbran za sovjetski vesoljski program skupaj s še petimi kozmonavti. Po svojem vesoljskem poletu je postal namestnik vodje usposabljanja v Centru za urjenje kozmonavtov, ki so ga pozneje poimenoval po njem. Leta 1962 je bil izvoljen za delegata v Sovjetu zveze in nato še v Sovjetu narodnosti, spodnjem in zgornjem domu Vrhovnega sovjeta.
Vostok 1 je bil Gagarinov edini vesoljski polet, vendar je služil kot rezerva za odpravo Sojuz 1, ki se je končala s smrtonosno nesrečo, v kateri je umrl njegov prijatelj in kolega kozmonavt Vladimir Komarov. Ker so se sovjetski uradniki bali, da bi lahko izgubili pomembnega narodnega junaka, so Gagarinu prepovedali nadaljnje vesoljske polete. Po zaključku usposabljanja na Inženirski akademiji vojnega letalstva v Žukovskem februarja 1968 so mu ponovno dovolili leteti z običajnimi letali. Vendar je Gagarin umrl pet tednov pozneje, ko je letalo MiG-15, ki ga je pilotiral skupaj z inštruktorjem letenja Vladimirjem Serjoginom, strmoglavilo v bližini mesta Kiržač.

## Zgodnje življenje
Gagarin se je rodil 9. marca 1934 v vasi Klušino v Smolenski oblasti v Ruski SFSR, blizu mesta Gžatska (po njegovi smrti leta 1968 je bilo preimenovano v Gagarin). Njegova starša sta delala na sovhozu — Aleksej Ivanovič Gagarin kot tesar in Ana Timofejevna Gagarina kot pridelovalka mleka. Jurij je bil tretji od štirih otrok. Njegov starejši brat Valentin, rojen leta 1924, je ob Jurijevem rojstvu že pomagal pri oskrbi živine na kmetiji. Njegova sestra Zoja, rojena leta 1927, je pomagala skrbeti za »Juro« in najmlajšega brata Borisa, rojenega leta 1936.
Tako kot milijoni sovjetskih državljanov, je njegova družina trpela med nemško zasedbo v drugi svetovni vojni. Med nemškim napredovanjem proti Moskvi so se umikajoči se vojaki Rdeče armade polastili živine kolektivne kmetije. 18. oktobra 1941 so nacisti zavzeli Klušino. Že prvi dan so požgali šolo in tako se je končalo Jurijevo prvo leto šolanja. Nemci so požgali tudi 27 hiš v vasi in prisilili prebivalce, vključno z Gagarini, da so delali na kmetijah in pridelovali hrano za okupatorske vojake. Tisti, ki so to zavrnili, so bili pretepeni ali poslani v koncentracijsko taborišče, vzpostavljeno pri Gžatsku.
Gagarinov dom je zavzel nacistični častnik. Na zemljišču za njihovo hišo je bilo družini dovoljeno zgraditi kočo iz blata v velikosti približno 3x3 m, kjer so preživeli 21 mesecev do konca zasedbe. V tem času je Jurij postal saboter, zlasti potem, ko je eden izmed nemških vojakov, ki so ga otroci imenovali »hudič«, poskušal obesiti njegovega mlajšega brata Borisa na jablano s fantovim šalom. Kot povračilo je Jurij sabotiral vojakovo delo: v akumulatorje tankov, ki so jih zbirali za ponovno polnjenje, je nasipal zemljo in je naključno pomešal različne kemične snovi, namenjene temu. Na začetku leta 1943 so njegova starejša brata Nemci deportirali na Poljsko na prisilno delo. Uspelo jima je pobegniti, sovjetski vojaki pa so ju nato našli, nakar sta bila vpoklicana. Domov sta se vrnila šele po koncu vojne, leta 1945.
Preostali del Gagarinove družine je verjel, da sta starejša brata mrtva, zaradi česar je Jurij zbolel od »žalosti in lakote«. Poleg tega je bil pretepen, ker je zavrnil delo za nemške sile in je preostanek vojne preživel v bolnišnici kot pacient ter pozneje kot pomočnik. V istem času so hospitalizirali njegovo mater, ki jo je nemški vojak porezal s koso. Ko so Nemce 9. marca 1944 potisnili iz Klušina, je Jurij pomagal Rdeči armadi iskati mine, ki so jih bežeči nemški vojaki zakopali na cestah.

## Izobrazba in zgodnja kariera
Leta 1946 se je družina preselila v Gžatsk, kjer je Jurij nadaljeval svoje izobraževanje. Jurij in Boris sta se vpisala v šolo, ki so jo zgradili v mestu in so jo vodile mlade ženske, ki so bile učiteljice prostovoljke. Učili so se branja s starimi sovjetskimi vojaškimi priročniki. Kasneje se je šoli pridružil nekdanji sovjetski letalec, ki je poučeval matematiko in naravoslovje, Jurijeva najljubša predmeta. Jurij je bil del skupine otrok, ki so sestavljali modelčke letal. Nad letali se je navduševal že od mladih nog in njegovo zanimanje za letala je dobilo zagon po tem, kot je lovsko letalo Jakovljev med vojno zasilno pristalo v Klušinem. V godbi na pihala je igral trobento.
Leta 1950, pri šestnajstih letih, je Gagarin pričel pripravništvo kot livar v jeklarni v Ljubercih pri Moskvi. Hkrati se je vpisal v lokalno večerno šolo za »mlade delavce«, kjer je obiskoval sedmi razred. Ko je leta 1951 z odliko zaključil tako sedmi razred, kot tudi poklicno šolo iz izdelave modelov in livarstva, je bil izbran za nadaljnje usposabljanje na Industrijski tehnični šoli v Saratovu, kjer je preučeval traktorje. Med bivanjem v Saratovu se je kot prostovoljec pridružil lokalnemu letalskemu klubu, kjer se je ob koncih tedna usposabljal za sovjetskega letalskega kadeta. Tam se je najprej učil leteti z dvokrilniki, pozneje pa z Jakovljevim Jak-18. Dodatni denar je zaslužil z občasnim delom v doku na reki Volgi.

## Služba v Sovjetskem vojnem letalstvu
Leta 1955 je bil Gagarin sprejet na Prvo višjo šolo za pilote vojnega letalstva Čkalova v Orenburgu. Sprva je začel trenirati na Jak-18, ki ga je že poznal, pozneje, februarja 1956, pa je diplomiral iz letenja z MiG-15. Učil ga je slavni inštruktor J. Š. Akbulatov. Gagarin je dvakrat s težavami pristal z dvosedežnim trenažnim letalom in je že tvegal izključitev iz treniranja pilotov. Vendar se je komandir polka odločil, da mu bo dal še eno priložnost za pristanek. Gagarinov učitelj letenja mu je dal blazino za sedenje, kar je izboljšalo njegov pogled iz pilotske kabine in uspešno je pristal. Ko je zaključil preskus na trenažnem letalu, je Gagarin leta 1957 začel leteti samostojno.
5. novembra 1957 je Gagarin postal poročnik v Sovjetskem vojnem letalstvu in zbral 166 ur in 47 minut letenja. Naslednji dan je diplomiral na šoli letenja in je bil nameščen v letalsko zračno bazo Luostari blizu norveške meje v Murmanski oblasti za dveletno služenje v Severni floti. Dodeljen je bil 769. lovskemu letalskemu polku 122. lovske letalske divizije in je letel z MiG-15. Do oktobra 1959 je letel skupno 265 ur.
7. julija 1959 je postal vojaški pilot 3. razreda. Ko je izrazil zanimanje za vesoljsko raziskovanje po izstrelitvi Lune 3 6. oktobra 1959, je bilo njegovo priporočilo za Sovjetski vesoljski program sprejeto in posredovano poročniku polkovniku Babuškinu. Do takrat je zbral 265 ur letenja. Gagarin je 6. novembra 1959 napredoval v čin starejšega poročnika in tri tedne pozneje ga je izprašala medicinska komisija za kvalifikacijo za vesoljski program.

## Sovjetski vesoljski program

### Izbira in treniranje
Gagarinovo izbiro za program Vostok je nadzirala Centralna letalska medicinska komisija pod vodstvom generalmajorja Konstantina Fjodoroviča Borodina iz Sovjetske vojaške medicinske službe. Prestal je fizično in psihološko testiranje, ki je potekalo v Centralni letalski znanstvenoraziskovalni bolnišnici, ki jo je vodil polkovnik A. S. Usanov, član komisije. V komisiji so bili tudi polkovnik Jevgenij Anatoljevič Karpov, ki je pozneje vodil trenažni center, polkovnik Vladimir Ivanovič Jazdovski, glavni zdravnik za Gagarinov polet in generalmajor Aleksander Nikolajevič Babijčuk, zdravnik generalštaba Sovjetskega vojnega letalstva pri poveljniku vojnega letalstva. Komisija je svojo izbiro omejila na pilote med 25 in 30 leti. Glavni inženir programa Sergej Koroljov je tudi določil, da morajo kandidati imeti manj kot 72 kg in višino največ 1,70 m, da bi se lahko stlačili v omejen prostor kapsule; Gagarin je bil visok 1,57 m.
Iz nabora 154 kvalificiranih pilotov, ki so jih v ožji izbor spravile njihove enote vojnega letalstva, so vojaški zdravniki izbrali 29 kandidatov za kozmonavte, od katerih jih je 20 potrdil Priporočilni komite sovjetske vlade. Prvih dvanajst, vključno z Gagarinom, je bilo potrjenih 7. marca 1960 in še osem jih je bilo dodanih v seriji poznejših ukazov, izdanih do junija.
Gagarin je usposabljanje začel 15. marca 1960 v zračni bazi Hodinka v središču Moskve. Usposabljanje je obsegalo stroge in ponavljajoče se fizične vaje, ki jih je Aleksej Leonov, član prvotne dvanajsterice, opisal kot podobne treningu za olimpijske igre. Aprila 1960 so v Saratovski oblasti pričeli trenirati s padali in vsak mož je opravil okrog 40 do 50 skokov tako z nizke, kot tudi z visoke višine, tako na kopnem, kot nad vodo.
Gagarin je bil med svojimi kolegi najbolj priljubljen kandidat; ko so jih prosili, naj anonimno glasujejo za kandidata poleg sebe, za katerega želijo, da leti prvi, so vsi razen treh izbrali Gagarina. Eden izmed teh kandidatov, Jevgenij Hrunov, je verjel, da je Gagarin zelo osredotočen in zahteven do sebe in drugih, ko je to potrebno. 30. maja 1960 je bil Gagarin sprejet v skupino za pospešeno treniranje, znano kot prva šesterica ali sočijska šesterica, iz katere so izbrali prve kozmonavte programa Vostok. Drugi člani skupine so bili Anatolij Kartašev, Andrijan Nikolajev, Pavel Popovič, German Titov in Valentin Varlamov. Toda Kartašov in Varlamov sta se poškodovala in zamenjala sta ju Hrunov in Grigorij Neljubov.
Več kandidatov, izbranih za program, vključno z Gagarinom, ni imelo diplome višjih šol in vpisali so se v dopisni tečajni program na zračni inženirski akademiji Žukovski. Gagarin se je vpisal septembra 1960 in svoje specialistične diplome ni pridobil vse do začetka leta 1968. Gagarin je prestal tudi eksperimente, ki so bili zasnovani za preizkušanje fizične in psihološke vzdržljivosti, vključno s poskusi s pomanjkanjem kisika, med katerimi so bili kozmonavti zaklenjeni v sobi za izolacijo, iz katerih so počasi izčrpavali zrak. Za prihajajoči let je treniral tudi s povečano težnostjo v centrifugi. Psihološki testi so med drugim vključevali nameščanje kandidatov v gluhe sobe za popolno izolacijo. Gagarin je bil v sobi od 26. julija do 5. avgusta. Avgusta 1960 je zdravnik Sovjetskega vojnega letalstva njegovo osebnost ocenil tako:
Skromen; sram ga postane, ko njegov humor postane preveč žgečkljiv; v Juriju je očitna visoka raven intelektualnega razvoja; fantastičen spomin; loči med seboj in svojimi kolegi s svojim ostrim in daljnosežnim smislom za pozornost do svojega okolja; dobro razvita domišljija; hitre reakcije; vztrajen, skrbno se pripravi za svoje dejavnosti in trening vaje, z lahkoto obvlada tako nebesno mehaniko kot matematične formule in briljira v višji matematiki; ne počuti se omejen, ko mora braniti svoj zorni kot, če ima svoje stališče za pravo; izgleda, da razume življenje veliko bolje od številnih prijateljev.
Prva šesterica je januarja 1961 prejela nazive pilot-kozmonavt in prestala je dvodnevni pregled, ki ga je izvedla posebna medoddelčna komisija pod vodstvom Nikolaja Kamanina, nadzornika programa Vostok. Komisija je imela nalogo razvrstiti kandidate na osnovi pripravljenosti na prvo človeško misijo Vostok. 17. januarja so bili testirani v simulatorju v Raziskovalnem letalskem institutu M. M. Gromova v modelu kapsule Vostok v polni velikosti. Gagarin, Nikolajev, Popovič in Titov so vsi prejeli odlične ocene prvi dan testiranja, v katerem so morali opisati različne faze misije, čemur so sledila vprašanja komisije. Drugi dan so opravili pisni preskus, po čemer je specialna komisija izbrala Gagarina kot najboljšega kandidata. On in naslednja dva najvišje uvrščena kozmonavta, Titov in Neljubov, so bili poslani v Tjuratam za končne priprave. Gagarin in Titov sta bila izbrana za treniranje v vesoljskem plovilu, 7. aprila pripravljenem za polet. Zgodovinar Asif Azam Siddiqi opisuje končni izbor:
Na koncu je na srečanju komisije 8. aprila Kamanin vstal in Gagarina formalno nominiral za primarnega pilota in Titova za njegovo rezervo. Brez veliko diskusije je komisija sprejela ta predlog in se premaknila na druge končne logistične težave. Predpostavljano je bilo, da bi v primeru, da bi se pri Gagarinu pojavile zdravstvene težave pred izstrelitvijo, Titov zavzel njegovo mesto, Neljubov pa bi bil rezerva Titova.

### Vostok 1
12. aprila 1961 ob 6.07 UTV je bil Vostok 3KA-3 (Vostok 1) izstreljen s kozmodroma Bajkonur. Na krovu je bil Gagarin, prvi človek v vesolju, s klicnim znakom Kedr (Кедр, sibirski bor ali cedra). Radijsko sporazumevanje med nadzorno sobo poleta in Gagarinom je vključevalo naslednji dialog v času izstrelitve rakete:
Koroljov: Prva stopnja;...druga... glavna... IZSTRELITEV! Želimo vam ugoden polet. Vse je v redu.
Gagarin: Gremo. Adijo, kmalu se vidimo dragi prijatelji
Gagarinovo slovo od Koroljova z neformalno frazo Pojehali! (Поехали!, 'Gremo!') je pozneje postalo priljubljen izraz v Vzhodnem bloku in je bilo v uporabi za omenjanje začetka vesoljske dobe. Pet motorjev prve stopnje je gorelo, dokler ni prišlo do prve ločitve, ko so štirje stranski potisniki odpadli in ohranili samo jedrni motor. Ko je bila raketa na suborbitalni trajektoriji, se je ločila še osrednja stopnja in višja stopnja je raketo ponesla v orbito. Ko je višja stopnja prenehala goreti, se je ločila od vesoljske kapsule, ki je zaokrožila v orbiti za 108 minut, preden se je vrnila na Zemljo v Kazahstan. Gagarin je postal prvi človek v Zemljini orbiti.
»Občutek breztežnosti je bil nekoliko tuj v primerjavi z zemeljskimi pogoji. Tukaj se počutiš, kot da visiš v vodoravnem položaju v trakovih. Počutiš se, kot da si obešen.« je Gagarin napisal v svoje poročilo po poletu. V svoji avtobiografiji, ki je bila izdana isto leto, je tudi napisal, da je pel melodijo »Domovina sliši, domovina ve« (»Родина слышит, Родина знает«) med ponovnim vstopom v ozračje. Gagarin je bil prepoznan kot kvalificiran vojaški pilot prvega razreda in je med svojim poletom s posebnim ukazom napredoval do čina majorja.
Na približno 7000 m se je Gagarin izstrelil iz padajoče kapsule, kot je bilo načrtovano in je pristal s padalom. Gagarin je s padalom pristal blizu ledene Volge, vendar je pristanek usmeril stran od reke in pristal 1,5 do 2 km od obale. Zaradi trajanja, višine in dvignjene mase poleta so bile skrbi zaradi Gagarinovih rekordov orbitalnega poleta, da jih Mednarodna vesoljska federacija, vrhovno svetovno telo za postavljanje rekordov, ne bi prepoznala, saj je zahtevala, da pilot pristane skupaj s plovilom. Gagarin in sovjetski funkcionarji sprva niso želeli priznati, da ni pristal s svojim vesoljskim plovilom, izpustitev, ki je postala očitna na poletu Titova na Vostoku 2 štiri mesece pozneje. Ne glede na to so bili rekordi Gagarinovega poleta certificirani in potrjeni s strani FAI, ki je spremenila svoja pravila in priznala, da so bili ključni koraki za varno izstrelitev, orbitiranje in vrnitev pilota doseženi. Gagarin je bil mednarodno priznan kot prvi človek v vesolju in prvi, ki je obkrožil Zemljo.

## Po poletu Vostok 1
Gagarinov polet je bil triumf za Sovjetski vesoljski program in postal je narodni heroj za Sovjetsko zvezo in Vzhodni blok, pa tudi zvezdnik v ostalem svetu. Časopisi po svetu so objavili njegov življenjepis in podrobnosti njegovega poleta. Po ulicah Moskve ga je do Kremlja, kjer mu je Nikita Hruščov v razkošni ceremoniji podelil naziv heroj Sovjetske zveze, spremljala dolga kolona vozil. V drugih mestih v Sovjetski zvezi so bila prav tako množična zborovanja v takšnem obsegu, da so so jih prekašala samo zborovanja ob dnevu zmage.
Gagarin je zaslovel kot spretna javna osebnost in je bil prepoznan po svojem karizmatičnemu nasmehu. 15. aprila 1961 je v spremstvu uradnikov Sovjetske akademije znanosti odgovarjal na vprašanja na novinarski konferenci v Moskvi, ki naj bi se je udeležilo 1000 novinarjev. Tri mesece po misiji Vostok 1 je Gagarin odpotoval v Združeno kraljestvo in obiskal London ter Manchester. Med obiskom Manchestra je kljub močnemu dežju zavrnil dežnik in je vztrajal, da ostane streha kabrioleta, v katerem se je vozil, odprta in je stal, tako da so ga navdušene množice lahko videle. Gagarin je opravil veliko turnej v tujini in je v letih po svojem poletu sprejel povabila v okrog 30 držav. V samo prvih štirih mesecih je obiskal Poljsko, Brazilijo, Bolgarijo, Kanado, Kubo, Češkoslovaško, Finsko, Madžarsko in Islandijo. Zaradi njegove priljubljenosti mu je ameriški predsednik John F. Kennedy prepovedal obisk Združenih držav.
Leta 1962 je Gagarin nastopil funkcijo delegata Sovjetske zveze in je bil izvoljen v centralni komite Komsomola. Pozneje se je vrnil v Zvezdno mesto, kozmonavtsko naselje, kjer je preživel več let in se ukvarjal s konstruiranjem vesoljskih plovil za večkratno uporabo. 12. junija 1962 je postal podpolkovnik Sovjetskega vojnega letalstva, 6. novembra 1963 pa je postal polkovnik. 20. decembra je Gagarin postal namestnik direktorja za treniranje v objektu za usposabljanje kozmonavtov. Sovjetski uradniki, vključno s Kamaninom so poskušali Gagarin odvrniti od letenja, saj jih je skrbelo, da bi izgubili svojega heroja v nesreči, ker je bil »preveč drag človeštvu, da bi tvegali njegovo življenje za voljo običajnega vesoljskega poleta«. Kamanina je skrbelo tudi Gagarinovo popivanje in je verjel, da mu je škodil nenaden porast v slavi. Znanci so govorili, da je bil Gagarin »razumen pivec«, vendar ga je razpored turnej postavil v družbeni položaj, v katerem je pil vse več alkohola.
Dve leti pozneje je bil ponovno izvoljen za delegata Sovjetske zveze, vendar tokrat v Sovjet narodnosti, zgornji dom zakonodajnega telesa. Naslednje leto je ponovno pričel s postopkom za kvalifikacijo za pilota lovskega letala in je bil nadomestni pilot za njegovega prijatelja Vladimirja Komarova na poletu Sojuz 1 po petih letih brez pilotiranja. Kamanin je nasprotoval njegovi ponovni dodelitvi kozmonavtskemu usposabljanju; Gagarin se je zredil in njegove letalske veščine so se poslabšale. Kljub temu je ostal močan kandidat za Sojuz 1, dokler ga ni aprila 1966 zamenjal Komarov in je bil dodeljen Sojuzu 3.
Z izstrelitvijo Sojuza 1 so zaradi političnih pritiskov hiteli kljub Gagarinovemu nasprotovanju, da so nujni dodatni varnostni ukrepi. Pred izstrelitvijo je Gagarin pospremil Komarova do rakete in mu prenesel navodila iz kontrole poleta po večkratnih okvarah sistemov v vesoljski ladji. Kljub trudu pa je Sojuz 1 strmoglavil, ko se njegova padala niso odprla in takoj ubil Komarova. Po nesreči Sojuza 1 so Gagarinu trajno prepovedali treniranje in udeleževanje v nadaljnjih vesoljskih poletih. Prepovedali so mu tudi samostojno letenje z letali, omejitev, ki se jo je močno trudil odpraviti. Začasno so ga razrešili njegovih dolžnosti, da bi se osredotočil na akademsko kariero in obljubili so mu, da bo lahko začel ponovno trenirati letenje. 17. februarja 1968 je Gagarin uspešno zagovarjal svojo zračno-vesoljsko inženirsko delo na temo aerodinamične konfiguracije raketoplanov in je na Žukovski inženirski akademiji letalskih sil diplomiral z odliko.

## Osebno življenje
Gagarin je Valentino Gorjačevo spoznal leta 1957 kot kadet v letalski šoli med praznovanjem dneva zmage na Rdečem trgu v Moskvi. Ona je bila zdravstveni tehnik in je diplomirala na Orenburški medicinski šoli. Poročila sta se 7. novembra istega leta, na isti dan, kot je Gagarin diplomiral na svoji letalski šoli. Valentina in Jurij sta imela dve hčeri. Jelena Jurjevna Gagarina se je rodila leta 1959 in je umetnostna zgodovinarka, ki je bila od leta 2001 zaposlena kot generalna direktorica moskovskega kremeljskega muzeja; in Galina Jurjevna Gagarina, rojena leta 1961, profesorica ekonomije in predsedujoča oddelku na Ruski univerzi ekonomije Plehanova v Moskvi. Po tem, ko je zaslovel, naj bi ga septembra 1961 na črnomorskem letovišču žena ujela med razmerjem z medicinsko sestro, ki mu je pomagala po nesreči s čolnom. Poskusil je pobegniti skozi okno in skočil z balkona v drugem nadstropju. Ob padcu je dobil trajno brazgotino nad levo obrvjo.
V svoji mladosti je bil Gagarin navdušen športnik in je igral hokej na ledu kot vratar. Bil je tudi ljubitelj košarke in je deloval kot trener ekipe Saratovske industrijske tehnične šole ter sodnik.
Po nekaterih sovjetskih virih naj bi Gagarin med svojim poletom komentiral »Tukaj zgoraj ne vidim nobenega boga«, čeprav se v posnetku njegovega pogovora z zemeljskimi postajami med njegovi poletom ne pojavijo nobene takšne besede. V svojem intervjuju iz leta 2006 je Gagarinov prijatelj polkovnik Valentin Petrov izjavil, da Gagarin tega nikoli ni izrekel in da besede izvirajo iz Hruščovega govora na plenumu centralnega komiteja KPSZ o državni protiverski kampanji, rekoč, da »je Gagarin letel v vesolje, pa ni tam videl nobenega boga«. Petrov je dejal tudi, da je bil Gagarin kot otrok krščen v Rusko pravoslavno cerkev in revija Foma je leta 2011 navajala rektorja pravoslavne cerkve v Zvezdnem mestu, da je »Gagarin tik pred svojim vesoljskim poletom dal krstiti svojo starejšo hčerko Jeleno in njegova družina je praznovala božič in veliko noč ter je imela doma ikone.« Ne glede na to Gagarinova uradna avtobiografija, izdana pri državni založbi ZSSR leta 1961, vključuje odlomek, ki zagovarja uradno sovjetsko stališče o verskih prepričanjih: »Človeški polet v vesolje je bil uničujoč udarec za cerkovnike. V tokovih pisem, naslovljenih name, je bilo prijetno brati spovedi, v katerih verniki, navdušeni nad znanstvenimi dosežki zavračajo Boga in se strinjajo, da boga ni in da je vse povezano z njegovim imenom lažno in nesmiselno.«

## Smrt
27. marca 1968 sta med rutinskim trenažnim poletom iz letalske baze Čkalovski Gagarin in letalski inštruktor Vladimir Serjogin umrla pri strmoglavljenju njunega MiGa-15UTI blizu mesta Kiržač. Trupli Gagarina in Serjogina so kremirali in njun pepel so pokopali v Nekropoli Kremeljskega zidu. Razlog nesreče, ki je ubila Gagarina, je negotov in obdan s skrivnostnostjo ter je postal predmet špekulacij, vključno z več teorijami zarote. Vojno letalstvo, uradne vladne komisije in KGB so izvedli vsaj tri ločene preiskave. Po Gagarinovi biografiji Jamieja Dorana in Piersa Bizonyja Zvezdni človek: Resnica za legendo Jurija Gagarina, je KGB delal »ne ob vojnem letalstvu in članih uradne vladne komisije, temveč proti njim.«
Po KGB-jevem poročilu, deklasificiranem marca 2003, so k nesreči prispevala dejanja osebja letalske baze. Po poročilu je kontrolor zračnega prometa Gagarinu posredoval zastarele vremenske podatke in da so se v času njegovega poleta pogoji močno poslabšali. Letališko osebje je tudi pustilo zunanje rezervoarje z gorivom pritrjene na letalo. Gagarinov načrtovani polet je so zahteval jasno vreme in nobenih zunanjih rezervoarjev. Preiskava je zaključila, da je Gagarinovo letalo vstopilo v vrij, bodisi zaradi trka s pticami, bodisi zaradi hitrega giba, da bi se izognilo drugemu letalu. Zaradi zastarelega vremenskega poročila je posadka verjela, da je višina višja, kot je bila in ni mogla ustrezno reagirati, da bi MiG-15 potegnila iz vrija. Po drugi teoriji, ki jo je leta 2005 predstavil prvotni preiskovalec nesreče, je posadka ali prejšnji pilot pomotoma pustil odprt zračni ventil v kabini, kar je vodilo v pomanjkanje kisika, zaradi česar posadka ni bila zmožna nadzorovati letala. Podobna teorija, objavljena v reviji Air & Space/Smithsonian, pravi, da je posadka zaznala odprt ventil in je sledila postopku s hitrim spustom. Ta je povzročil, da sta izgubila zavest in strmoglavila.
12. aprila 2007 je Kremelj dal veto na novo preiskavo smrti Gagarina. Vladni uradniki so dejali, da ne vidijo nobenega razloga za začetek nove preiskave. Aprila 2011 so bili deklasificirani dokumenti komisije iz leta 1968, ki jo je vzpostavil centralni komite KPSZ za preiskavo nesreče. Dokumenti so razkrili, da je bil prvoten zaključek komisije, da je en od pilotov izvedel oster manever, bodisi da bi se izognil vremenskemu balonu, bodisi da bi se izognil »vstopu v zgornjo mejo prve plasti oblakov«, kar je reaktivec vodilo v »nadkritični režim poleta in v izgubo vzgona v kompleksnih meteoroloških pogojih«.
Aleksej Leonov, ki je bil prav tako član državne komisije, vzpostavljene za preučevanje Gagarinove smrti, je tega dne vodil padalske treninge in je slišal »dvakrat glasno bobnenje v daljavi«. Verjame, da je Su-15 letel pod svojo minimalno višino in »ne da bi se zavedal zaradi zelo slabih vremenskih pogojev, je letel na razdalji 10 ali 20 m od letala Jurija in Serjogina, pri čemer je prebil zvočni zid«. Posledična turbulenca bi poslala MiG-15UTI v nenadzorovan vrij. Leonov je dejal, da je bilo prvo bobnenje, ki ga je slišal, od reaktivca, ki je prebil zvočni zid, drugo pa od trka Gagarinovega letala.

## Nagrade in časti

### Medalje in redovi za zasluge
14. aprila 1961 so Gagarina počastili z 19-kilometrsko parado, ki se je je udeležilo več milijonov ljudi. Zaključila se je na Rdečem trgu. Po kratkem govoru so mu podelili naziv heroj Sovjetske zveze, red Lenina, zaslužni mojster športa Sovjetske zveze in prvi pilot-kozmonavt ZSSR. 15. aprila mu je Sovjetska akademija znanosti podelila zlato medaljo Konstantina Ciolkovskega, poimenovano po ruskem pionirju vesoljske aeronavtike. Gagarin je v času svoje kariere prejel tudi štiri sovjetske spominske medalje.
29. aprila 1961 je prejel češkoslovaško odlikovanje heroj socialističnega dela, in heroj socialističnega dela (Bolgarija, vključno z redom Georgija Dimitrova) istega leta. Na osmo obletnico začetka kubanske revolucije (26. julij) mu je takratni predsednik Kube Osvaldo Dorticos podaril prvi red Playe Giron, novoustanovljenega odlikovanja.
Gagarin je prejel tudi zlato letalsko medaljo 1960 in medaljo De la Vaulx Medal 1961 od Fédération Aéronautique Internationale v Švici. Tega leta je prejel številne nagrade drugih narodov, vključno z zvezdo republike Indonezije (2. razreda), redom Grunwaldskega križa (1. stopnje) na Poljskem, redom zastave ljudske republike Madžarske (1. reda z diamanti), heroj dela (Vietnam), italijansko medaljo Kolumbovega dne in zlato medaljo britanskega medplanetarnega društva skupaj s še eno britansko medaljo Zveze livarskih delavcev. Predsednik Brazilije Jânio Quadros je 2. avgusta 1961 Gagarina odlikoval z redom za aeronavtične zasluge, stopnja poveljnika. Med turnejo po Egiptu konec januarja 1962 je Gagarin prejel red Nila in zlati ključ Kaira. 22. oktobra 1963 sta Gagarin in Valentina Tereškova prejela vzhodnonemški red Karla Marxa.

### Pokloni
Datum Gagarinovega vesoljskega poleta, 12. april, se obeležuje. Od leta 1962 se je obeleževal kot dan kozmonavtike v ZSSR, po letu 1991 pa v Rusiji in nekaterih drugih nekdanjih sovjetskih republikah. Od leta 2000 poteka vsako leto Jurijeva noč, mednarodno praznovanje za obeleževanje mejnikov v vesoljskem raziskovanju. Leta 2011 so Združeni narodi razglasili ta dan za Mednarodni dan človeškega vesoljskega poleta.
Po Gagarinu je bilo poimenovano več stavb in krajev, večinoma v Rusiji, vendar tudi v drugih sovjetskih republikah. 30. aprila 1968 je bil po Gagarinu poimenovan Kozmonavtski center za treniranje Jurija Gagarina v Zvezdnem mestu. Izstrelitvena ploščad na kozmodromu Bajkonur, s katere sta bila izstreljena Sputnik 1 in Vostok 1, je zdaj znana kot Gagarinov start. Po njem je bil poimenovan tudi Gagarinov rajon v Sevastopolu. Leta 1968 se je Ruska akademija vojnega letalstva preimenovala v Gagarinovo akademijo vojnega letalstva. Mesto Gžatsk v Smolenski oblasti, kjer je živel, je bilo po njegovi smrti leta 1968 preimenovano v Gagarin in v njem je bilo odprtih veliko muzejev in spomenikov njemu. Ulica v Varšavi na Poljskem se imenuje ulica Jurija Gagarina. Leta 1961 je bilo po njem poimenovano mesto Gagarin v Armeniji.
Gagarina so počastili tudi astronavti in astronomi na Luni. Med odpravo Apollo 11 v okviru ameriškega vesoljskega programa leta 1969 sta astronavta Neil Armstrong in Buzz Aldrin na površju Lune pustila spominsko vrečko z medaljama, ki sta obeleževala Gagarina in Komarova. Leta 1971 sta astronavta Apolla 15 David Scott in James Irwin na njunem mestu pristanka pustila skulpturo v spomin na ameriške astronavte in sovjetske kozmonavte, ki so umrli med vesoljsko tekmo; imena na plošči vključujejo Jurija Gagarina in še štirinajst drugih. Leta 1970 so po njem poimenovali 262 km širok krater na oddaljeni strani Lune. Gagarin je postal član inavguralnega razreda v Vesoljski dvorani slavnih v Novi Mehiki.
Gagarin je bil ovekovečen v glasbi; Aleksandra Pahmutova in Nikolaj Dobronravov sta v letih 1970–1971 napisala cikel sovjetskih patriotskih pesmi Ozvezdje Gagarin (Созвездье Гагарина, Sozvezdje Gagarina). Najbolj znana od teh pesmi se nanaša na Gagarinov pojehali!: v besedilu »Dejal je 'pojdimo'. Pomahal je s svojo roko.« Bil je navdih za skladbe »Hej Gagarin« Jeana-Michela Jarreja na albumu Métamorphoses, »Gagarin« Javne službe za predvajanje in »Gagarin, ljubila sem te« Undervuda.
Po Gagarinu so bile poimenovane tudi ladje; sovjetska sledilna ladja Kosmonavt Jurij Gagarin je bila zgrajena leta 1971 in armenska letalska družba Armavia je v njegovo čast poimenovala svoj prvi Suhoj Superjet leta 2011.
V Sovjetski zvezi sta bila izdana dva spominska kovanca, s katerima sta bili obeleženi 20- in 30-letnica njegovega poleta: kovanec za 1 rubelj iz bakra-niklja leta 1981 in kovanec za 3 rublje v srebru leta 1991. Rusija je leta 2001 ob 40-letnici Gagarinovega poleta izdala serijo štirih kovancev z njegovo podobo; sestavljali so jo kovanec za 2 rublja v baker-niklju, kovanec za 3 rublje v srebru, kovanec za 10 rubljev v medenini-bakru in niklju ter kovanec za 100 rubljev v zlatu. Leta 2011 je Rusija izdala kovanec za 1000 rubljev v zlatu in kovanec za 3 rublje v srebru, s katerima je obeležila 50-letnico njegovega poleta.
Leta 2008 je ruska kontinentalna hokejska liga poimenovala svojo nagrado v pokal Gagarina. V raziskavi iz leta 2010 je bil Gagarin uvrščen na 6. mesto po priljubljenosti med vesoljskimi junaki, izenačeno z izmišljeno osebo Jamesom T. Kirkom iz Zvezdnih stez. Ruska dokumentarna drama z nasovom Gagarin: Prvi v vesolju je izšla leta 2013. Prejšnji poskusi portretiranja Gagarina so bili prepovedani; njegova družina je pravno ukrepala proti njegovi upodobitvi v drami in prepovedala njegovo upodobitev v muzikalu.

### Kipi, spomeniki in stenske poslikave
Kipi in spomeniki Gagarina so v mestu, poimenovanem po njemu, pa tudi v Orenburgu, Čeboksarih, Irkutsku, Iževsku, Komsomolsku na Amuru in Joškar-Oli v Rusiji ter v Nikoziji na Cipru, v Družkivki v Ukrajini, v Karagandi v Kazahstanu in Tiraspolu v Moldaviji. 4. junija 1980 je bil odkrit spomenik Juriju Gagarinu na Gagarinovem trgu v Moskvi. Spomenik je postavljen na 38 m visok podstavek in je ulit iz titana. Poleg spomenika je replika modula za spust, uporabljenega med njegovim vesoljskim poletom.
Leta 2011 je bil odkrit kip Gagarina pred poslopjem Admiralty Arch v Londonu, nasproti stalne skulpture Jamesa Cooka. Je kopija kipa pred Gagarinovo nekdanjo šolo v Ljubercih. Leta 2013 je bil kip premaknjen na stalno lokacijo pred Kraljevim observatorijem v Greenwichu.
Leta 2012 je bil odkrit kip pri Nasinem prvotnem vesoljskem sedežu na South Wayside Drivu v Houstonu. Kip je leta 2011 dokončal Leonov, ki je tudi umetnik in je darilo Houstonu s strani različnih ruskih organizacij. Otvoritve so se udeležili županja Houstona Annise Parker, Nasin administrator Charles Bolden in ruski veleposlanik Sergej Kisljak. Ruska federacija je podarila doprsne kipe Gagarina tudi več mestom v Indiji, vključno z enim, odkritim pred planetarijem Birla v Kalkuti februarja 2012.
Aprila 2018 je bil na istoimenski ulici v Beogradu v Srbiji postavljen doprsni kip Gagarina, vendar je izginil po manj kot enem tednu. Po protestu zaradi neproporcionalno majhne glave, kar je bilo po mnenju domačinov »žaljivka« Gagarinu, je bil postavljen nov kip. Župan Beograda Goran Vesić je izjavil, da niti mesto, niti srbsko ministrstvo za kulturo, niti fundacija, ki ga je financirala, niso imeli predhodnih informacij o oblikovanju.
Avgusta 2019 je italijanski umetnik Jorit naslikal Gagarinov obraz na fasado dvajsetnadstropne stolpnice v četrti Odincovo v Rusiji. Stenska poslikava je največji portret Gagarina na svetu.
Marca 2021 je bil kip Gagarina odkrit v Mataram parku (Taman Mataram) v Džakarti v Indoneziji v sklopu praznovanja 70-letnice indonezijsko-ruskih diplomatskih odnosov in 60-letnice prvega človeškega vesoljskega poleta. Kip, ki ga je oblikoval ruski umetnik A. D. Leonov in ga je podarilo rusko veleposlaništvo v Džakarti, velja za »znak krepitve odnosov« med Moskvo in Džakarto, ki sta od leta 2006 sestrski mesti.

### 50. obletnica
Leta 2011 je bila obeležena 50. obletnica Gagarinovega potovanja s praznovanji po celem svetu. Na Mednarodni vesoljski postaji je bil posnet dokumentarni film Prva orbita, ki je združeval zvočne posnetke originalnega poleta in posnetke Gagarinove poti. Ruska, ameriška in italijanska posadka Odprave 27 na MVP je poslala posebno video sporočilo, s katerim je zaželela ljudem na svetu »srečno Jurijevo noč« ter je nosila majice s sliko Gagarina.
Centralna banka Ruske federacije je izdala zlate in srebrne kovance, s katerimi je obeležila obletnico. Vesoljsko plovilo Sojuz TMA-21, ki je bilo izstreljeno aprila 2011 in je sovpadlo z 50-letnico njegov odprave, je bilo poimenovano Gagarin.